# Cerodirphia
Genre
Le genre Cerodirphia regroupe des papillons appartenant à la famille des Saturniidae.

## Liste d'espèces
Selon NCBI (19 avr. 2011) :
- Cerodirphia apunctata
- Cerodirphia avenata
- Cerodirphia brunnea
- Cerodirphia opis
- Cerodirphia speciosa
- Cerodirphia zulemae